# Kaukaissaari
Kaukaissaari är en ö i Finland. Den ligger i sjön Kivijärvi och i kommunen Luumäki i den ekonomiska regionen  Villmanstrands ekonomiska region  och landskapet Södra Karelen, i den södra delen av landet, 180 km nordost om huvudstaden Helsingfors. Öns area är 3,1 hektar och dess största längd är 300 meter i sydöst-nordvästlig riktning.